# Falce (araldica)
La falce in araldica è simbolo dell'attività nei campi e di lavoro operoso, nella sua veste di strumento agricolo, ma anche di punizione perché Zaccaria disse che la falce che aveva visto serviva a punire i ladri ed i falsi testimoni. La falce è stata spesso assunta nello stemma da chi aveva fatto in un solo giorno grande strage di infedeli.

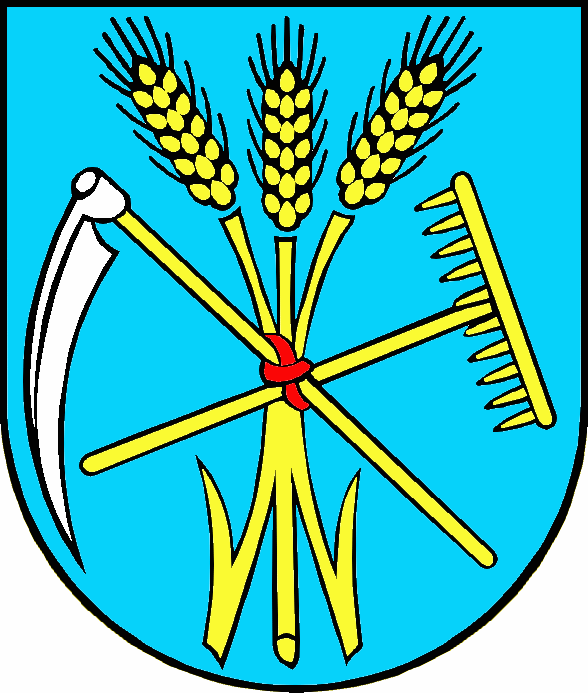
Falce d'argento, manicata d'oro (stemma di Königswartha, Germania)
Due falci d'oro, passate in decusse (Boulens, Svizzera)
Falce d'argento rivoltata (Orimattila, Finlandia)
Tre lame di falce una sull'altra (Triesen, Liechtenstein)
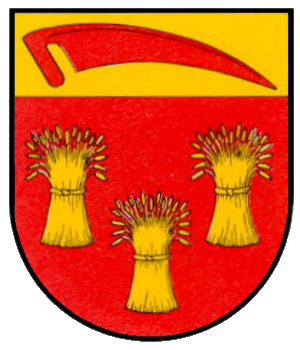
Lama di falce rivoltata (Wollbach, Germania)

## Posizione araldica ordinaria
La falce si rappresenta con il manico a sinistra e la lama posta in alto e rivolta a destra. 

## Attributi araldici
Manicata è la falce con il manico di smalto diverso.